# Contendas do Sincorá
Contendas do Sincorá este un oraș în statul Bahia (BA) din Brazilia.